# Esquerda Dinástica
Esquerda Dinástica (1887–1890) foi o nome adoptado pela facção mais à esquerda do Partido Regenerador após a cisão do partido que se seguiu à morte de Fontes Pereira de Melo. O agrupamento foi liderado por Barjona de Freitas, e apresentou-se à eleições gerais de 6 de Março de 1887, conseguindo eleger 8 dos 169 deputados que então constituíam a câmara baixa do Parlamento. A designação é uma clara alusão à Izquierda Dinástica espanhola.

## Contexto
Quando a 23 de Janeiro de 1887 morreu inesperadamente Fontes Pereira de Melo, então líder incontestado do Partido Regenerador, aquele partido entra numa fase de grande instabilidade sem que de imediato surgisse uma liderança clara. Essa situação leva ao aparecimento de facções que se vão progressivamente distanciando do ponto de vista ideológico e das lideranças. Quando finalmente a 1 de Agosto daquele ano de 1887 é anunciado que António Serpa assumiria a chefia dos regeneradores, a facção mais à esquerda do partido, liderada por Barjona de Freitas assumiu a cisão de facto que já existia e anunciou a criação de um novo partido, a Esquerda Dinástica. O agrupamento era inspirado no homónimo espanhol, a Izquierda Dinástica, que desde 1881 vinha tendo um papel importante na vida política daquele país.
O novo partido foi anunciado em intervenção de Barjona de Freitas feita na Câmara dos Deputados a 1 de Agosto e logo os
adversários alcunham o movimento como a Esquerda Ginástica, menorizando a sua influência e capacidade de entrar no jogo parlamentar dominado pelo rotativismo entre os grandes partidos.
Nas eleições gerais realizadas a 6 de Março de 1887, a Esquerda Dinástica apresentou os seus candidatos, mas foi esmagada pela vitória dos governamentais do Partido Progressista que conseguiram eleger 113 dos 169 deputados. Os deputados eleitos pela Esquerda Dinástica foram apenas 8, uns meros 5% do total.
No parlamento os eleitos pela Esquerda Dinástica tentaram sem sucesso um entendimento com os deputados do Partido Republicano Português, não tendo real influência na vida política.
O partido da Esquerda Dinástica extinguiu-se em boa parte por em 1890 Barjona de Freitas ter sido enviado para Londres como ministro plenipotenciário para tentar negociar um tratado com a Grã-Bretanha que permitisse ultrapassar a situação gerada com o ultimato britânico de 1890. O insucesso dessa diligência levou à perda de prestígio de Barjona de Freitas e ao fim do partido.

## Resultados eleitorais

### Eleições legislativas
| Data | Cl. | Votos | %           | +/-     | Deputados | +/-     | Status   |
| ---- | --- | ----- | ----------- | ------- | --------- | ------- | -------- |
| 1887 | 3.º | N/D   | 5,0 / 100,0 |         | 8 / 152   |         | Oposição |
| 1889 | 3.º | N/D   | 5,0 / 100,0 | Estável | 8 / 152   | Estável | Oposição |